# Le Champion (film, 1937)
Pour les articles homonymes, voir Le Champion et Boots and Saddles.
Pour plus de détails, voir Fiche technique et Distribution.
Le Champion (titre original : Boots and Saddles) est un  film américain réalisé par Joseph Kane, sorti en 1937.

## Synopsis
Le nouveau propriétaire Spud arrive d'Angleterre pour élever des poules. Autry lui suggère plutôt d'élever des chevaux pour l'armée. Jim Neale en fait autant.

## Fiche technique
- Titre original : Boots and Saddles
- Réalisation : Joseph Kane
- Scénario : Oliver Drake, d'après une histoire de Jack Natteford
- Photographie : William Nobles
- Montage : Lester Orlebeck
- Musique : Alberto Colombo, Karl Hajos, William Lava
- Producteur : Sol C. Siegel
- Société de production : Republic Pictures
- Société de distribution : Republic Pictures (États-Unis), Empire Universal Films (Canada), British Lion Film Corporation (Royaume-Uni)
- Pays d'origine :  États-Unis
- Langue de tournage : Anglais américain
- Métrage : 1 591 mètres (6 bobines)
- Format : Noir et blanc — 35 mm — 1,37:1 — Son : Mono (RCA Victor High Fidelity Sound System)
- Genre : Western
- Durée : 58 minutes
- Dates de sortie :
  - États-Unis : 4 octobre 1937
  - Royaume-Uni : 25 août 1938 (Londres)
  - France : 16 mars 1940 (Lille)

## Distribution
- Gene Autry : Gene Autry
- Smiley Burnette : Frog Millhouse
- Judith Allen : Bernice Allen
- Ronald Sinclair : Spud/Edward, comte de Grandby
- Guy Usher : Colonel Allen
- Bill Elliott : Jim Neale
- John Ward : Henry 'Windy' Wyndham
- Chris-Pin Martin : Juan
- Stanley Blystone
- Bud Osborne : Joe Larkins
- Lynton Brent
- Roy Bucko
- John Harron
- Merrill McCormick
- Bob Reeves